# Costantino Oggianu
Costantino Oggianu (Macomer, 14 febbraio 1892 – Macomer, 28 aprile 1964) è stato un politico italiano, deputato durante tre legislature.
Agricoltore, nato a Macomer il 14 febbraio 1892 è stato deputato nella XXVIII, XXIX e XXX legislatura del Regno d'Italia alla Camera dei deputati del Regno d'Italia e poi alla Camera dei Fasci e delle Corporazioni, dal 20 aprile 1929 al 2 agosto 1943. Fu commissario prefettizio di Macomer nel 1943, sua città natale, dove morì il 28 aprile 1964.